# Jürgen Wehlend
Jürgen Wehlend (* 31. Oktober 1965 in Dresden, DDR) ist ein deutscher Manager und Fußballfunktionär.

## Leben
Wehlend absolvierte seine Schul- und Berufsausbildung in Dresden und war als Veranstaltungsleiter von 1985 bis 1988 im Kulturbetrieb der Stadt Dresden tätig. Noch vor dem Mauerfall 1989 reiste er von der Deutschen Demokratischen Republik in die BRD aus und lebte fortan in Osnabrück. Hier wurde er zum Marketingkaufmann ausgebildet und war bei verschiedenen Unternehmen im Vertrieb und Marketing tätig, darunter einem Beteiligungsunternehmen der Deutschen Telekom. Im Jahr 1998 wurde er Gründungsgeschäftsführer des Unternehmens Osnatel. In dieser Zeit übernahm Osnatel das Namenssponsoring des Osnabrücker Stadions an der Bremer Brücke. Von 2005 bis 2010 arbeitete er als Geschäftsführer des Telekommunikationsunternehmens EWE TEL. Anschließend absolvierte er 2011 einen Führungskräftestudiengang im schweizerischen St. Gallen, den er mit dem Master of Management abschloss.
Seit 2021 ist Wehlend mit seiner langjährigen Partnerin Carola (geb. Scheffold) verheiratet.

## Fußballfunktionär

### VfL Osnabrück
Im Jahr 2006 wurde Wehlend in den Wirtschaftsrat des VfL Osnabrück gewählt und gehörte diesem ehrenamtlich bis 2009 an. Von 2013 bis 2020 stand er den Lila-Weißen als Geschäftsführer vor. Ab 2017 geriet Wehlend vermehrt in die Kritik der Osnabrücker Ultras, die einen Niedergang des Vereins befürchteten. Dem entgegen gelang den Niedersachsen in der Saison 2018/19 der Aufstieg als Meister der 3. Liga in die 2. Bundesliga.

### Dynamo Dresden
Im Januar 2021 kehrte er beruflich für fast drei Jahre in seine Heimatstadt Dresden zurück und wurde der kaufmännische Geschäftsführer der SG Dynamo. Auch den Dresdnern gelang während seiner Amtszeit 2021 der Aufstieg als Meister der 3. Liga in die 2. Bundesliga, allerdings folgte bereits 2022 der Abstieg, u. a. nach verlorenen Relegationsspielen gegen den 1. FC Kaiserslautern. Im Laufe der Zweitligasaison erlitt er einen Herzinfarkt und musste im Uniklinikum operiert werden. Während seiner Amtszeit gründete der Verein die Dixie-Dörner-Stiftung, vollzog eine interne Strukturreform und stellte sich im digitalen Bereich neu auf. In die Kritik durch insbesondere die aktive Fanszene geriet Wehlend, als der Verein entgegen der angestammten Farben ein blaues Trikot vorstellte und mit weiterer Werbung auf dem Trikot auflief. Im September 2023 endete sein Vertrag bei Dynamo Dresden.

### Hansa Rostock
Ab März 2024 war Wehlend kommissarisch Vorstandsvorsitzender des F.C. Hansa Rostock, der im folgenden Mai aus der 2. Bundesliga abstieg. Daraufhin wurde sein regulärer Amtsvorgänger Robert Marien, der ab März 2024 aus gesundheitlichen Gründen pausiert hatte, durch den Aufsichtsrat freigestellt und Wehlend kündigte einen strukturellen und sportlichen Neuaufbau bei den Rostockern an. Ende August 2024, nach endgültiger Vertragsauflösung mit Robert Marien, wurde Wehlend vom Aufsichtsrat als ordentlicher Vorstandsvorsitzender von Hansa Rostock bestellt. Auch bei Hansa war Wehlend an der Gründung einer vereinseigenen Stiftung beteiligt, die im Dezember 2024 der Öffentlichkeit vorgestellt wurde. In seiner Amtszeit begann die Realisierung der baugleiche Erneuerung der Flutlichtmasten, die 1970 am Ostseestadion errichtet wurden. Die Baukosten betragen rund drei Millionen Euro. Im Juni 2025 gab der Verein bekannt, die Zusammenarbeit mit Wehlend beendet zu haben.